# Czettritz

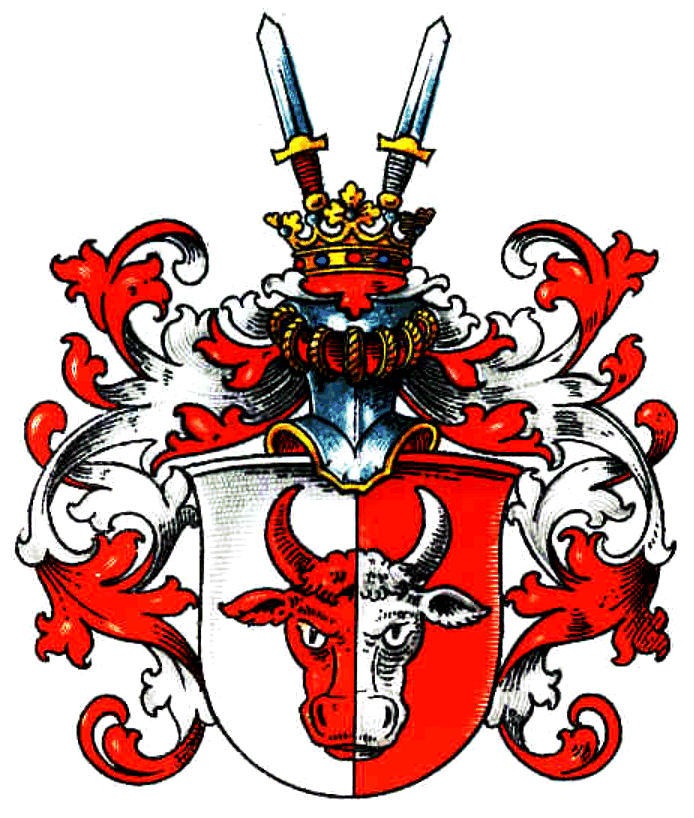
Wappen derer von Czettritz

Czettritz (auch Czetteras, Zettritz, Zedritz, Zedritz von Kinsberg; tschechisch Četrycové, auch Četrys z Kariše und Četrys z Kinšperka) ist der Name eines ursprünglich schlesischen Adelsgeschlechts, dessen Mitgliedern böhmische und preußische Standeserhebungen zuteilwurden. Ein Familienzweig nannte sich „Czettritz von Kynsberg“ (Četrys z Kinšperka) nach der Kynsburg. Eine weitere Linie nannte sich „Czettritz von Neuhaus(ß)“ nach der Burg Neuhaus und der Schatzlarer Familienzweig wurde als „Czettritz von Karisch“ (Četrycové z Karyše) bezeichnet.

## Geschichte

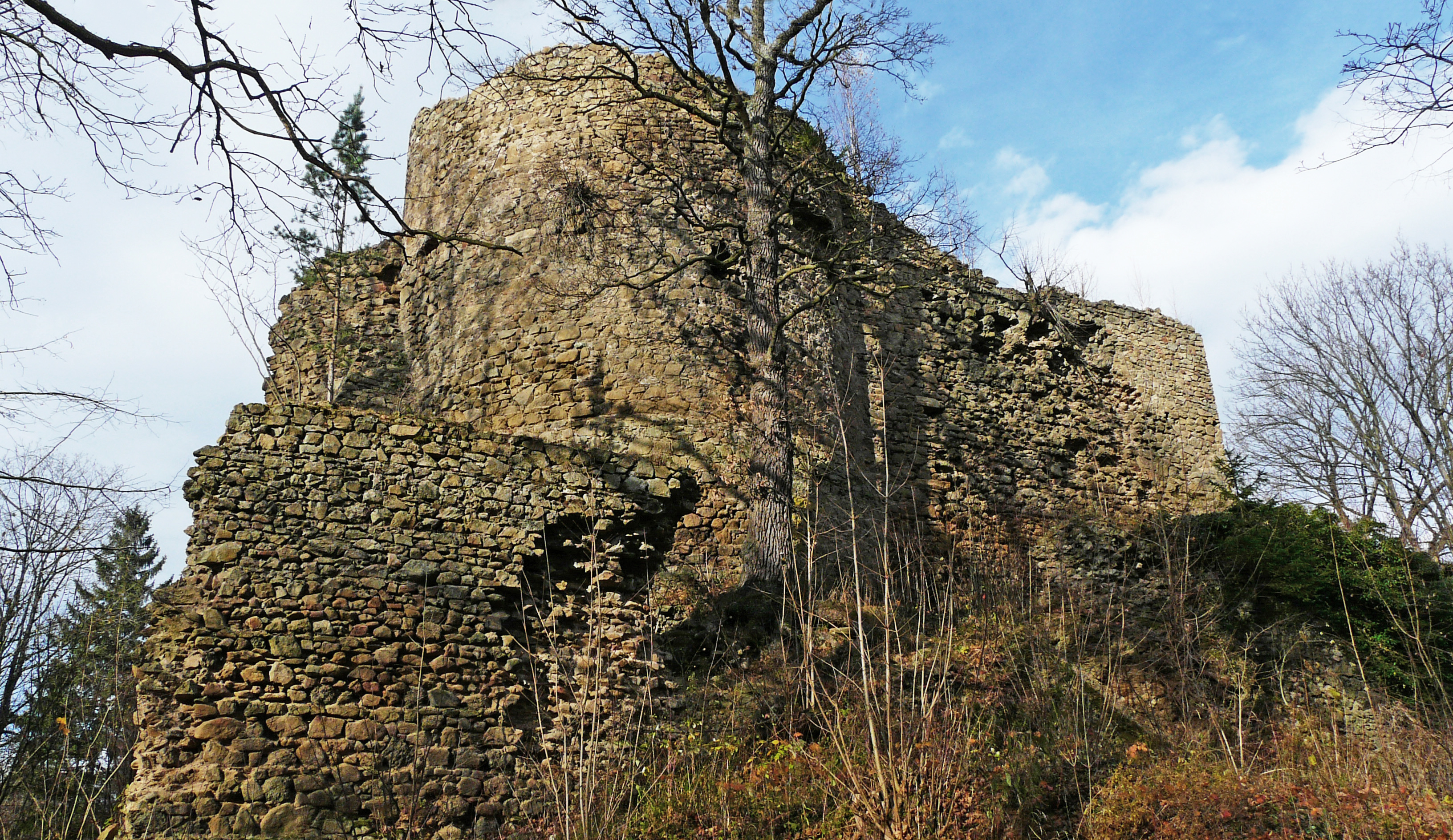
Burg Cisy

Die Herren von Czettritz waren eines der angesehensten und ältesten schlesischen Adelsgeschlechter. Ein Dietz Czettritz ist bereits im Jahr 1230 nachgewiesen. Hermann von Czettritz war 1238 Rat des Breslauer Herzogs Heinrich IV. Urkundlich erscheint die Familie erstmals 1243 mit Merboto de Czetteras in Freiburg im Herzogtum Schlesien, dessen Bruder Peczco/Betsche die benachbarte Zeisburg besaß. 1242 war Peczco von Czettritz im Besitz der Zeisburg, die in diesem Jahr erstmals erwähnt wurde. 1312 war Hermann von Czettritz, Burggraf von Nimptsch.
Die ununterbrochene Stammreihe beginnt 1368 mit Hermann von Czettritz, Burggraf von Nimptsch, der zudem Hofmeister der Herzoginwitwe Agnes war. Dessen gleichnamiger Sohn Hermann von Czettritz d. J. (Heřman z Cetryc;† 1454) verheiratete sich vor 1430 mit einer Tochter des königlichen Rates und früheren Landeshauptmanns der böhmischen Erbfürstentümer Schweidnitz-Jauer und Breslau, Jan von Chotěmice. Mit ihm besaß er ab 1430 gemeinsam Burg und Herrschaft Fürstenstein. 1437 erwarb er Schwarzwaldau; außerdem waren Konradswaldau, die Burg Vogelgesang sowie Burg und Herrschaft Neuhaus in seinem Besitz. Da er ein Sympathisant der Hussiten war, wurde seine Burg Vogelgesang 1437 von einem Breslauer Söldnerheer teilweise zerstört. Ulrich von Czettritz kämpfte 1526 an der Seite des böhmischen Königs Ludwig II. in der Schlacht von Mohács. 1531 erhielten Friedrich und Georg von Czettritz den böhmischen Herrenstand.

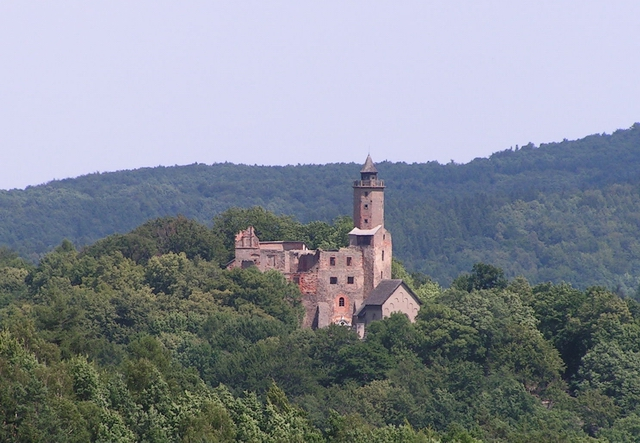
Burg Grodno

Sigismund von Czettritz erwirkte 1545 vom böhmischen König Ferdinand I. für die Stadt Waldenburg mehrere Handwerksrechte sowie das Brauprivileg. Friedrich Czettritz von Kynsberg (Četrys von Kinšperg) erwarb 1535 die Herrschaft Grätz bei Troppau als Pfandbesitz. Ihm folgten die Söhne Friedrich und Adam, der von seinen Söhnen Georg und Friedrich beerbt wurde. Der letztere erwarb 1569 die Herrschaft Stettin. Nach seinem Tod 1572 folgten ihm die Söhne Georg Ulrich und Johann Balthasar. 1584 erwarb Johann Balthasar von Czettritz die Herrschaft Kunewald mit Zauchtel im Prerauer Kreis. Er war am Böhmischen Ständeaufstand von 1618 beteiligt, starb jedoch 1621 ohne Nachkommen. Sein Besitz gelangte an seine Schwester Judith, die mit Moritz von Redern verheiratet war. Für das Jahr 1589 ist Hans von Czettritz als Burggraf von Liegnitz belegt.
Hermann von Czettritz (Hermann Cetryc von Karyš), ein Schwiegersohn des Bergbauunternehmers Christoph von Gendorf, erwarb 1599 die Herrschaft Schatzlar in Nordostböhmen. 1606–1628 errichtete Diprand von Czettritz die Burg Neuhaus. Friedrich von Czettritz, Erbherr von Oberwernersdorf, war am Ständeaufstand von 1618 beteiligt, weshalb sein Gut 1625 vom Kaiser konfisziert wurde. 1725 wurde Abraham von Czettritz, Ober-Steuereinnehmer der Fürstentümer Schweidnitz und Jauer, in den böhmischen Freiherrenstand erhoben.
1786 wurden die Freiherren Karl Abraham Oswald Czettritz von Neuhaus auf Schwarzwaldau und Heinrich Siegmund Czettritz von Neuhaus auf Berghof in Schlesien in den preußischen Grafenstand erhoben. Mit dem letzteren erlosch 1835 der gräfliche Zweig im Mannesstamm. Dessen Tochter Elisabeth (1782–1864) war mit dem Grafen Friedrich von Hardenberg verheiratet. 1840 wurde Karl von Czettritz, Landrat des Kreises Jauer, in den preußischen Freiherrenstand aufgenommen.

## Besitzungen
Die Czettritz erwarben zahlreiche Besitzungen im Herzogtum Schweidnitz, wo sie im 16. Jahrhundert mehrere Ortschaften im Waldenburger Bergland gründeten. In ihrem Besitz waren zeitweise u. a. Adelsbach, Dittmannsdorf, Fröhlichsdorf, Fürstenstein, Gaablau, Gottesberg, Hausdorf, Jannowitz, Konradswaldau mit der Burg Conradswalde, Kreppelhof, die Herrschaft Kynau mit der Kynsburg, Liebersdorf, Schwarzwaldau, Reußendorf, Seitendorf und die Zeisburg sowie der Burgbezirk Neuhaus mit der Stadt Waldenburg und Oberwaldenburg. In der benachbarten Grafschaft Glatz waren sie in der Herrschaft Oberwernersdorf begütert.
1558–1561 gehörte ihnen auch das oberschlesische Gleiwitz. In Mähren gehörten dem Familienzweig Czettritz von Kynsberg u. a. Grätz im Herzogtum Troppau sowie Kunewald und Zauchtel im Kuhländchen. Die beiden letztgenannten Orte entwickelten sich während ihrer Herrschaft zu einem Mittelpunkt der deutschsprachigen Brüderbewegung, die von Johann Balthasar von Czettritz unterstützt wurde. Er errichtete 1604–1614 in Zauchtel die Dreifaltigkeitskirche, die zu den größten protestantischen Gemeindehäusern zählte. In Ostböhmen war u. a. Schatzlar im Besitz der Czettritz.

## Wappen

Wappen aus der Szlachta

Das Stammwappen zeigt in von Rot und Silber gespaltenem Schild einen vorwärts gekehrten Büffelkopf gewechselter Farben. Auf dem Helm mit rot-silbernen Decken zwei aufwärts geschrägte Schwerter mit goldenen Griffen, das rechte blank, das linke in roter Scheide.

## Bekannte Familienmitglieder
- Ernst Heinrich von Czettritz und Neuhaus (1713–1782), preußischer Generalleutnant, Ritter des Ordens Pour le Mérite
- George Ernst von Czettritz und Neuhaus (1714–1795), preußischer Landrat
- George Oswald von Czettritz und Neuhaus (1726–1798), preußischer Landrat
- Georg Oswald von Czettritz (1728–1796), preußischer General der Kavallerie, Ritter des Ordens Pour le Mérite[6].
- Emanuel Ernst Albrecht von Czettritz (1729–1798), preußischer Generalmajor, Ritter des Ordens Pour le Mérite
- Wilhelm Hans Ernst von Czettritz (* 1750), preußischer Landrat
- Karl Heinrich von Czettritz und Neuhaus (1773–1865), preußischer Generalmajor
- Emil von Czettritz und Neuhaus (1801–1887), preußischer Generalleutnant
- Konrad von Czettritz und Neuhaus (1890–1946), deutscher Generalmajor
- Marieluise Gumbel, geb. von Czettritz (1892–1952), deutsche Pazifistin, Ehefrau von Emil Gumbel
- Wolfgang von Czettritz (1897–1943), deutscher Offizier, Opfer des NS-Regimes
- Holm von Czettritz (1939–2017), deutscher Werbegrafiker, Illustrator und Maler